# Chhurim

Chhurim es una montañista nepalí y la primera mujer en escalar el Monte Everest dos veces en la misma temporada, una hazaña que fue verificada por el Libro Guinness de los récords en 2013. Logró esta hazaña en 2012, escalando el Everest el 12 de mayo y el 19 de mayo de ese año.

## Biografía
"La gente ha establecido diferentes tipos de récords de escalada en el Everest", dijo Chhurim, sentada en el sofá de su sala de estar directamente debajo de una serie de certificados colgados en la pared, incluida la placa Guinness. "Pero nadie ha subido dos veces en una semana. Así que simplemente subí con el único motivo de hacer un récord mundial".
"Pero para Chhurim, fue Pasang Lhamu Sherpa, la primera mujer nepalí en escalar el Everest (murió durante su descenso), quien inspiró a la estudiante de quinto grado a diseñar un plan de futuro que la mayoría de las chicas de la misma edad no podían imaginar."
"Hasta la fecha, el número total de personas que han escalado con éxito el Everest desde el lado nepalí, según el Departamento de Expediciones del Ministerio de Turismo, es de 3.842. De ellos, solo 219 son mujeres, de las cuales solo 21 son nepalesas".
"Realmente quiero que otras mujeres nepalesas se involucren en el montañismo", dijo Chhurim. "Deberíamos tener una actitud positiva para que podamos avanzar y no quedarnos atrás simplemente porque somos mujeres".
Mientras sostenía su certificado de récord mundial enmarcado para posar para una fotografía, Chhurim dijo: 'He creado un nombre para mí misma y he levantado el perfil de mi país. Si estás realmente determinada, definitivamente puedes llevarte a nuevas alturas, y eso es lo que he hecho".
Chhurim es una sherpa de Taplejung en el este de Nepal  Como la mayoría de los sherpas, ella usa un nombre, en lugar de un nombre y apellido.